# 維丘加
57°12′N 41°55′E / 57.200°N 41.917°E
維丘加（羅馬化：Vichuga）是俄羅斯伊萬諾沃州東北部的一個城市，2002年人口40,870人。是該州第二大城市。1504年建立，1925年設市。1895年，苏联将领华西列夫斯基生于此地。1932年4月6日至13日，该地爆发了维丘加大罢工，罢工后演变成骚乱。工人们殴打了共产党员并捣毁了当地的警察局和秘密警察机构。斯大林称此次罢工为“第二次喀琅施塔得”。同时在附近的捷伊科沃、列日涅沃和普切日也发生了罢工。